# Hampstead (Londres)
Hampstead (/ˈhæmpstɪ(ɛ)d/) es un área de la ciudad inglesa de Londres, en el Reino Unido, localizada a poco más de seis km al noroeste de Charing Cross. Forma parte del borough londinense de Camden, y se encuentra en el Londres interior. Es conocida por sus asociaciones intelectuales, artísticas, musicales y literarias, y por el amplio y abrupto parque, Hampstead Heath. La región tiene uno de los más altos costes de la vivienda de Londres, y del mundo. En 2008 se llegó a registrar una venta récord de 50 millones de libras por una mansión de lujo. En el barrio de Hampstead viven un gran número de personas con una gran capacidad adquisitiva; es el barrio donde se concentra la mayor riqueza del país.

## Toponimia
El topónimo proviene de las palabras anglosajonas ham y stede, que significan "granja" y son cognados de la palabra inglesa moderna "homestead".

## Demografía
Según el censo de 2021, el 77,7 % de la población de Hampstead era blanca (46,7 % británica, 28 % de otros orígenes, 2,4 % irlandesa). El grupo no blanco más numeroso, el asiático, representaba el 8,9 % de la población.
Los datos religiosos de la zona mostraban que el 32,6 % era cristiano, el 37,9 % no religioso y el 11 % judío.
El 2,7 % de la población estaba desempleada y buscaba trabajo, frente al porcentaje del 5,1 % del distrito en general.

## Sitios de interés

### Lugares
Al norte y al este de Hampstead, y separándolo de Highgate, se encuentra uno de los parques más grandes de Londres, Hampstead Heath. Comúnmente conocido como «The Heath», es un lugar destacado para que los londinenses caminen y "tomen el aire". Las vistas del horizonte de Londres desde lo alto de una de sus colinas, Parliament Hill, han sido legalmente protegidas, no pudiéndose construir delante de ella. El «Heath» tiene tres estanques públicos para nadar al aire libre; uno para varones, uno para mujeres y otro para baño mixto, que originalmente fueron reservorios de agua potable y nacimientos del Río Fleet. 
El barrio tiene una arquitectura notable, como el edificio Isokon en Lawn Road, un experimento de viviendas colectivas catalogado como de Grado I, en donde en otro tiempo vivieron espías, artistas, escritores e intelectuales como Agatha Christie, Henry Moore, Ben Nicholson y Walter Gropius. 

### Museos
Kenwood House es una casa señorial del siglo XVII que se ubica en la parte norte de Hampstead Heath. Sirvió como residencia de los condes de Mansfield durante los siglos XVIII y XIX. Parte de la propiedad fue comprada por la familia Guinness a principios del siglo XX, y toda la propiedad y los terrenos pasaron a ser propiedad del Ayuntamiento de Londres, que lo abriría al público a finales de la década de 1920. Destaca su impresionante colección de arte, con obras de Rembrandt, Turner o Van Dyck, entre otros.
La que fuera casa del poeta del Romanticismo John Keats es ahora un museo dedicado a su vida y obra.
Fenton House es una casa señorial del siglo XVII, parte de National Trust. De esta casa destacan unas impresionantes vistas de Londres y su colección de cerámica, cuadros, costura e instrumentos musicales.
Burgh House es una casa histórica ubicada en New End Square, que incluye el Museo de Hampstead. 
La Casa Museo Freud es un museo dedicado a Sigmund Freud, ubicado en la casa donde Freud vivió con su familia durante el último año de su vida. En 1938, después de escapar de la anexión nazi de Austria, llegó a Londres, donde se instaló en el número 20 de Maresfield Gardens, que es la actual ubicación del museo.

### Galerías de arte
Hampstead contaba en otro tiempo con numerosas galerías de arte, pero en la actualidad no quedan muchas. La Galería Catto ha estado en Hampstead desde 1986 y ha representado a artistas como Ian Berry, Philip Jackson, Chuck Elliott, Walasse Ting y Sergei Chepik a lo largo de los años.

## Política
La zona tiene una importante tradición de humanismo liberal culto, al que a veces se hace referencia (a menudo de forma despectiva) como "liberalismo de Hampstead". En la década de 1960, la figura del liberal de Hampstead fue satirizada notoriamente por Peter Simple, del periódico Daily Telegraph, en el personaje de Lady Dutt-Pauker, una socialista aristocrática inmensamente rica cuya mansión de Hampstead, Marxmount House, contenía un par original de dientes postizos de Bujarin, expuestos al lado de preciosos jarrones Ming, arte neoconstructivista y los escritos completos de Stalin. Michael Idov, de The New Yorker, afirmó que la comunidad "era la ciudadela de la intelectualidad liberal adinerada, elegante pero no estirada". Aplicado a un individuo, el término "liberal de Hampstead" no es exactamente sinónimo de "socialista de champán", pero conlleva algunas de las mismas connotaciones. El término también es bastante engañoso.
Desde 2018, los distritos que componen Hampstead (South Hampstead, Frognal, Hampstead Town y Belsize) tienen una representación mixta. El distrito de Frognal elige dos concejales conservadores, el de Belsize elige tres concejales liberal-demócratas, South Hampstead elige tres concejales laboristas, mientras que Hampstead Town está representada por un concejal liberal-demócrata y un concejal conservador.
South Hampstead es un distrito marginal competitivo entre laboristas y conservadores, y Belsize es competitivo entre liberal-demócratas y conservadores, mientras que Frognal es un distrito conservador seguro. Hampstead Town (incluida la zona de Hampstead Village y South End Green) ha sido testigo de una serie de contiendas conservadoras y liberal-demócratas muy reñidas, y el distrito ha tenido una representación mixta en las últimas décadas.

### Referéndum sobre elBrexit
Durante el referéndum sobre la permanencia del Reino Unido en la Unión Europea en 2016, el 75 % de los votantes del distrito londinense de Camden votó a favor de permanecer en la UE. Tras el resultado, muchos comentaristas utilizaron Hampstead como arquetipo del tipo de zona que prefería permanecer en la UE, en contraste con las ciudades postindustriales pobres del norte, como Hartlepool y Hull, que preferían abandonar la UE. 

## Transporte
Tres líneas de metro de Londres pasan por Hampstead: las líneas Jubilee, Metropolitan y Northern (rama de Edgware).
El London Overground también pasa por Gospel Oak, Hampstead Heath y Finchley Road & Frognal.
Hay una importante terminal de autobuses cerca de la estación de Hampstead Heath (cerca del Royal Free Hospital).

## Residentes notables
La última residencia de Sigmund Freud, ahora dedicada a su vida y obra como el Museo Freud, se encuentra en Hamsptead, en el número 20 de Maresfield Gardens.
Hampstead ha sido conocida durante mucho tiempo como residencia de la intelectualidad, incluidos escritores, compositores, bailarinas e intelectuales, actores, artistas y arquitectos, muchos de los cuales crearon una comunidad bohemia a fines del siglo XIX. Después de 1917, y nuevamente en la década de 1930, se convirtió en la base de una comunidad de artistas y escritores de vanguardia y allí vivieron numerosos emigrados y exiliados de la Revolución rusa y la Europa nazi.

### Placas azules
Hay al menos 60 placas azules de English Heritage en Hampstead, que conmemoran a las diversas personalidades que han vivido allí.